# Abbas I. (Persien)

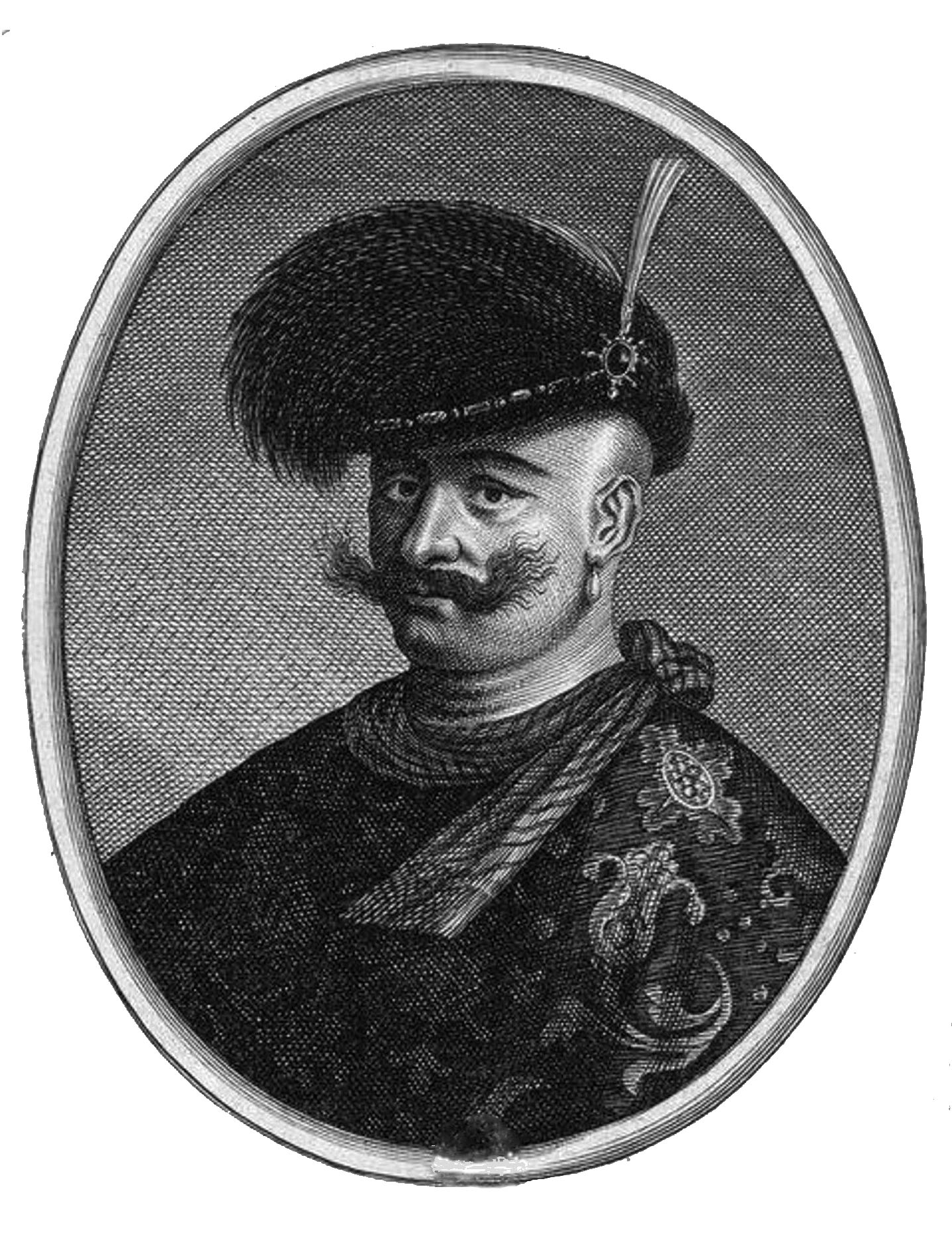
Schah Abbas

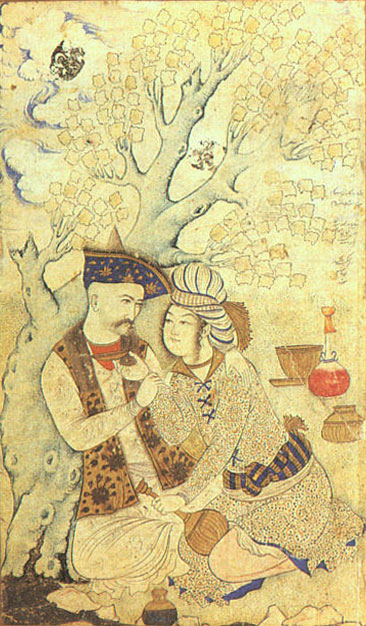
Schāh ‘Abbās I und ein Page (1627; Louvre, Paris). Der persische Vers Mitte rechts bezieht sich auf Lustbarkeiten im Frühling: Mag das Leben Dir alles bringen, was Du von drei Lippen begehrst: der Lippe Deines Liebsten, der Lippe (= dem Rand) des Baches und der Lippe des Bechers.

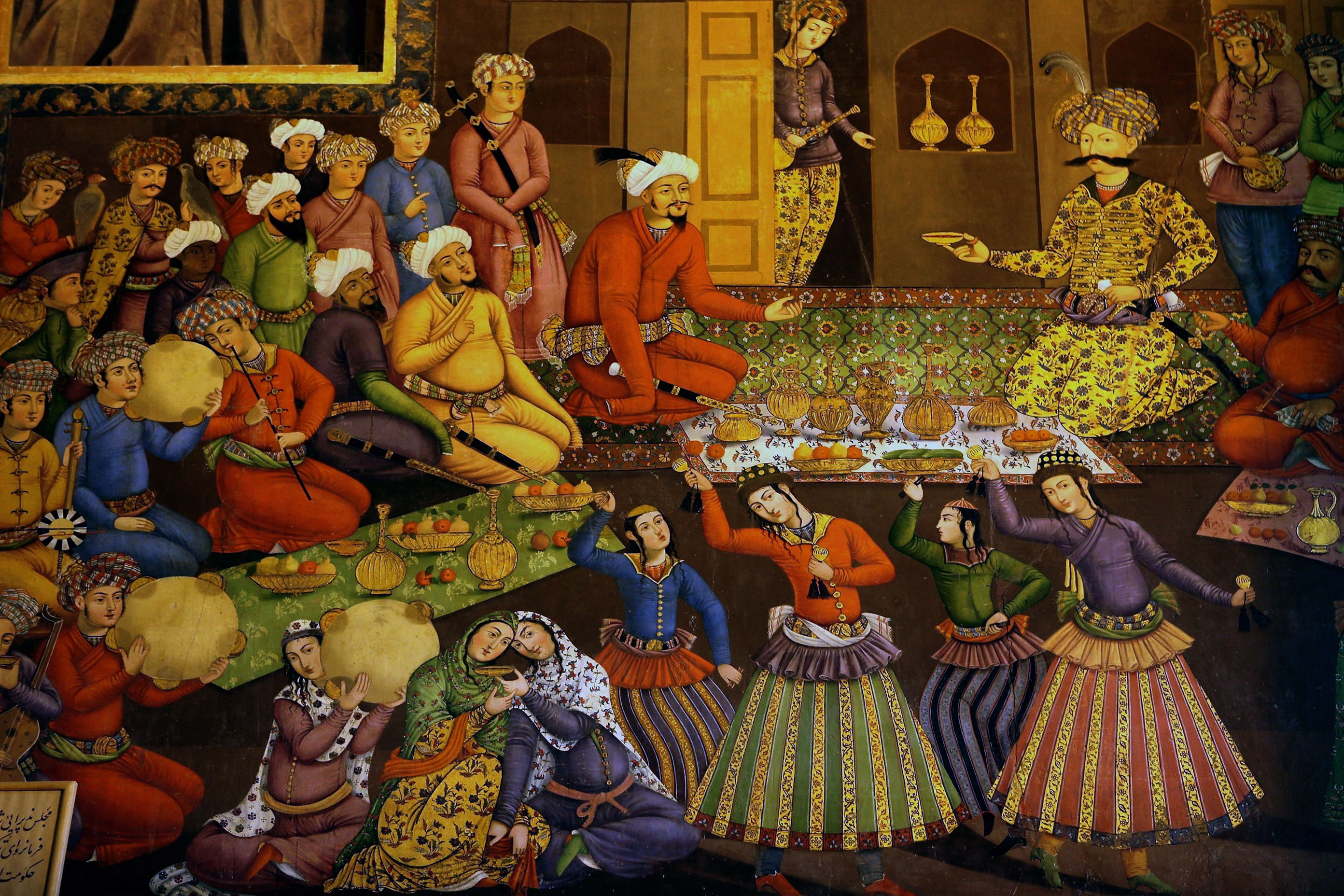
Schah Abbas I. und Wali Muhammed Khan (heute im Tschehel-Sotun-Palast, Isfahan)

Abbas I. oder Schāh ʿAbbās I. (anhörenⓘ), kurz Schah Abbas (persisch شاه عباس, DMG Šāh ‘Abbās ʃɑːh ˈæbbɑːs), auch Abbas der Große (persisch شاه عباس بزرگ, DMG Šāh ‘Abbās-e Bozorg, anhörenⓘ; * 27. Januar 1571 in Herat; † 19. Januar 1629 in Māzandarān) war ein iranischer Herrscher aus der Dynastie der Safawiden. Er regierte von 1587 bis 1629 als Schah von Persien.

## Politik
An die Macht kam er, nachdem er seinen Vater Mohammad Chodābande in einer Palastrevolution gestürzt hatte. Gekrönt wurde er im Pavillon Tschehel Sotun in Qazvin. Zwischen 1590 und 1602 führte er umfassende politische und wirtschaftliche Reformen im Land durch. Nachdem im Frühjahr 1598 der Usbeken-Fürst ʿAbdallāh II. verstorben war, gelang es ihm, die Usbeken aus Chorasan zu vertreiben und Herat und Maschhad einzunehmen. 1599 reformierte Abbas I. seine Armee mit Hilfe englischer Berater.
Mit seiner neuen Armee konnte er ab 1603 im Osmanisch-Safawidischen Krieg (1603–1618) die Osmanen besiegen und ihnen Aserbaidschan mit Täbris sowie Südostanatolien entreißen. Zudem eroberte er die westpersischen Gebiete und den Irak (Mesopotamien) inklusive Bagdad zurück, die Schah Tahmasp I. verloren hatte. 1605 vertrieb er die Osmanen aus Basra und dem südlichen Kurdistan.
Den indischen Herrschern des Mogulreiches trotzte er Teile Afghanistans ab. Der Konflikt war Anlass für das von Mogul Jahangir in Auftrag gegebene allegorische Gemälde Jahangir und Schah Abbas.
Als der kurdische Emir Emirhan Lepzerin (deutsch ‚Goldarm‘) die Burg von Dimdim am Urmiasee wiederaufbauen ließ, interpretierte Abbas I. dies als eine Bedrohung seiner Macht und begann einen Feldzug gegen die Kurden. Der Kampf dauerte von 1609 bis 1610, ehe die Burg schließlich gefallen war. Die Kurden wurden daraufhin nach Chorasan deportiert und an ihrer Stelle die Turkmenen angesiedelt.
1615 schlug Abbas I. einen Aufstand der Georgier in Tiflis nieder, wobei mehr als 60.000 Menschen starben und weitere 100.000 vertrieben wurden. Eine Allianz zwischen Osmanen und Tataren wurde 1618 von seinen Truppen ebenfalls geschlagen. 1622 eroberte er schließlich mit Hilfe von sechs englischen Kriegsschiffen die Insel Hormus von den Portugiesen zurück. Zu dieser Zeit gründete er die Stadt Bandar Abbas.
Aus Angst, dass er ebenfalls von einem Familienmitglied gestürzt werden würde, ließ er seinen ältesten Sohn Safi Mirza töten und andere Angehörige einsperren. Als Abbas I. starb, reichte sein Reich vom Tigris bis zum Indus. Zu seinem Nachfolger wurde sein Enkel Safi I. ernannt. Gleichwohl begann danach der Untergang der Dynastie. Viele der eroberten Gebiete fielen an die Osmanen zurück, die unmittelbar nach dem Tod des Herrschers wiederkehrten. Auch die „Heiligen Stätten“ (die Gräber der von den Schiiten hochverehrten Imame Ali und Hussein im Irak) gingen dabei an die Osmanen verloren.

## Ausbau von Isfahan zur neuen Hauptstadt
1598 verlegte ʿAbbās seine Hauptstadt von Qazvin nach Isfahan und konzipierte diese als beeindruckende Hauptstadt des Reiches. Noch im Dezember des gleichen Jahres ließ er als Bauherr mit Arbeiten am Maydān-i Hārūn Wilāyat beginnen.
1602 begann er mit den Bauarbeiten für den Maidān-i Naqsch-i Dschahān und die umliegenden Gebäude und legte damit den Grundstein für einen neuen Stadtteil. Es entstanden prachtvolle Gartenanlagen, Boulevards, Moscheen, Karawansereien (eine ist heute das „Hotel Abbasi“), öffentliche Bäder und Koranschulen. 1611 begann er mit der Errichtung der Masdschid-i Schāh ‚Königsmoschee‘ am Südende des Maidān-i Naqsch-i Dschahān, in der Zeit zwischen 1617 und 1624 folgte die Errichtung des Palastes ʿĀlī Qāpū (persisch عالی ‌قاپو, ‚Hohe Pforte‘) an der Westseite und des Qaisariyya-Bazārs an der Nordseite. Die kosmopolitische Stadt ermöglichte das friedliche Nebeneinander von Muslimen, Juden, Christen und Zoroastriern.

## Handelsbeziehungen

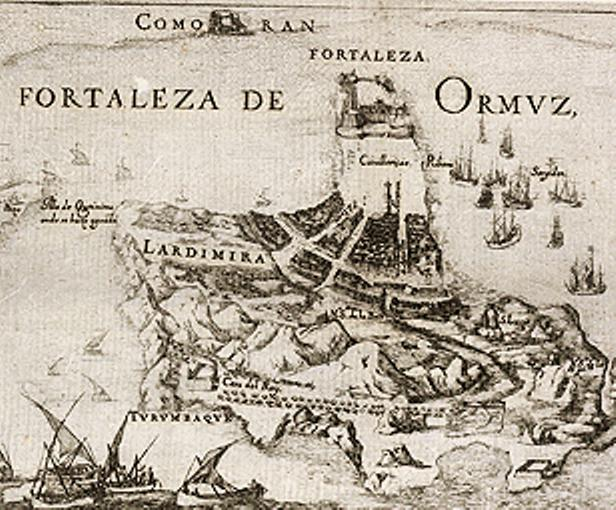
Die Stadt Hormus an der Nordküste der Insel war von 1515 bis 1622 ein Handelszentrum der Portugiesen, einer der wichtigsten Handelsplätze am Arabischen Meer und eine der reichsten Handelsstädte der Erde. 1622 nahmen sechs englischen Kriegsschiffen der Britische Ostindien-Kompanie den Fort der Portugiesen mit Hilfe von Abbas ein und vertrieben die Händler. Das Handelszentrum verfiel und die Bedeutung von Hormus ging zurück.

Abbas I. pflegte Handelsbeziehungen mit Europa und knüpfte Kontakte zu den europäischen Höfen. Darin lag bereits der Vorteil, dass er Verbündete im Rücken des Osmanischen Reiches wusste. Abbas I. exportierte Seide und Gewürze nach Europa. Mit Hilfe einer Flotte der East India Company vermochte er die Wirtschaftsmacht der Portugiesen von der Insel Hormus zu vertreiben, die seit den Tagen Vasco da Gamas und dem König Manuel I. von Portugal den Seehandel mit Indien vom Persischen Golf aus kontrolliert hatten.
Er empfing an seinem Hof viele Gesandte der europäischen Herrscher und schloss Handelsverträge mit etlichen westeuropäischen Mächten. Zudem pflegte er gute Handelsbeziehungen mit Indien und China: Nach China exportierte er Kobalt für die Porzellanmalerei und bekam im Gegenzug wertvolles Porzellan.

## Kunst
Abbas ließ ein neues, kreuzartiges Muster erfinden, das immer an ihn erinnern sollte. Es wurde in Teppichen und Malereien benutzt und er ließ neue Paläste und Moscheen in Isfahan bauen, in deren Malereien sein Muster zu finden ist. Die Kunst seiner Zeit ist sehr filigran.
Auf Bildern ist Abbas oft an der außergewöhnlichen Länge seines Schnurrbarts und der extravaganten Tragweise seines Turbans zu erkennen (Wenn Schah Abbas verärgert war, soll er einen roten Turban getragen haben und unter seinen Untertanen wurde gemutmaßt, dass er sich oft als Harun ar-Raschid verkleidet unter die Bevölkerung mischte).
Auf Abbas geht ein Teppichmuster zurück, das Schah-Abbas-Muster.